# Villa Teresa (Argentina)
Villa Teresa es una localidad ubicada en el distrito Fray Luis Beltrán del departamento Maipú, provincia de Mendoza,  Argentina. 
Se halla a medio camino entre las localidades de Fray Luis Beltrán y San Roque, sobre la ruta Provincial 50.
Cuenta con un playón deportivo.